# Ле-Дез-Альп
Ле-Дез-Альп (фр. Les Deux Alpes) — муніципалітет у Франції, у регіоні Овернь-Рона-Альпи, департамент Ізер. Ле-Дез-Альп утворено 1 січня 2017 року шляхом злиття муніципалітетів Мон-де-Лан i Веноск. Адміністративним центром муніципалітету є Мон-де-Лан. Населення — 1933 особи (01.01.2021).